# Geelkopmanakin
De geelkopmanakin (Chloropipo flavicapilla) is een zangvogel uit de familie Pipridae (manakins).

## Verspreiding en leefgebied
Deze soort komt voor in Colombia en noordoostelijk Ecuador.

## Status
De vogel gaat in aantallen achteruit door habitatverlies. Het leefgebied wordt versnipperd en gedeeltelijk ontbost.  Om deze redenen staat deze soort sinds 2015 als kwetsbaar op de Rode Lijst van de IUCN.